# Pietro II Moncada di Paternò
Pietro Moncada Starrabba, principe di Paternò (Palermo, 7 gennaio 1862 – Palermo, 26 aprile 1920), è stato un nobile e imprenditore italiano.

## Biografia
Secondogenito di tre figli di Corrado, XI principe di Paternò, e di Stefania Starrabba dei principi di Giardinelli, nacque a Palermo il 7 gennaio 1862. Nel 1887, sposò Caterina Valguarnera Favara (1867-1955), figlia di Corrado, VII principe di Niscemi, nonché dama di palazzo della Regina d'Italia e dama d'onore e di devozione dell'Ordine di Malta, da cui ebbe sei figli.
Succeduto al padre nei titoli dopo la morte di questi nel 1895, gli furono confermati con decreto ministeriale del 16 ottobre 1900. Dal 1895 ebbe il titolo di Grande di Spagna di prima classe.
Attivo in diversi settori imprenditoriali, tra questi vi fu la cinematografia, essendo stato nel 1906 tra i soci fondatori della Cines di Roma, nota casa di produzione cinematografica.
Morì a Palermo il 26 aprile 1920, all'età di 58 anni.

### Matrimoni e discendenza
Pietro Moncada Starrabba, XII principe di Paternò, dalla consorte Caterina Valguarnera Favara, ebbe i seguenti figli:
- Corrado (*† 1888), morto infante;
- Ugo Gastone, XIII principe di Paternò (1890-1974), imprenditore e politico, che sposò Giovanna Lanza Branciforte Florio, figlia di Pietro, principe di Trabia, da cui ebbe sette figli;
- Stefania (1891-1973), che fu moglie di Paolo Taverna, conte di Landriano;
- Maria Giulia (1894-1964), che fu moglie di Giacomo Carrega Bertolini dei Principi di Lucedio;
- Corrado, conte Moncada (1895-1983), chimico, che sposò Teresa Patrizi Naro Montoro, figlia di Giuseppe, marchese di Montoro, da cui ebbe due figli, Guglielmo Raimondo e Giovanni Luigi, quest'ultimo noto come Johnny Moncada, fotografo di moda;
- Giovanni (1898-?).[1][2]